# Беловежи 2-е
Белове́жи Вторы́е (укр. Біловежі Другі) — село, расположенное на территории Бахмачского района Черниговской области (Украина).
Население составляет 8 жителей (2006 год). Плотность населения — 15,18 чел/кв.км.
Близ села расположено городище древнерусской Белой Вежи. Село впервые упоминается в 1766 году.
Село Беловежи Вторые находится примерно в 21 км к югу от центра города Бахмач. Средняя высота населённого пункта — 135 м над уровнем моря. Село находится в зоне умеренно континентального климата.
Национальный состав представлен преимущественно украинцами, конфессиональный состав — христианами.